# David Muñoz Rosillo
David Muñoz Rosillo (Madrid, 15 gener de 1980), també conegut com Dabiz Muñoz, és un cuiner espanyol especialitzat en cuina d'avantguarda. El seu restaurant DiverXO ha rebut tres estrelles Michelin.

## Carrera
Després del seu pas pels restaurants Viridiana, Catamarán i Chantarella, va treballar en restaurants especialitzats en gastronomia asiàtica de Londres. Muñoz es va instal·lar a Madrid l'any 2007. El 2010, va rebre la primera estrella Michelin. Dos anys després, va obtenir la segona estrella i va obrir el local StreetXO, al Gourmet Experience d'El Corte Inglés del carrer de Serrano, una proposta més informal que DiverXO.

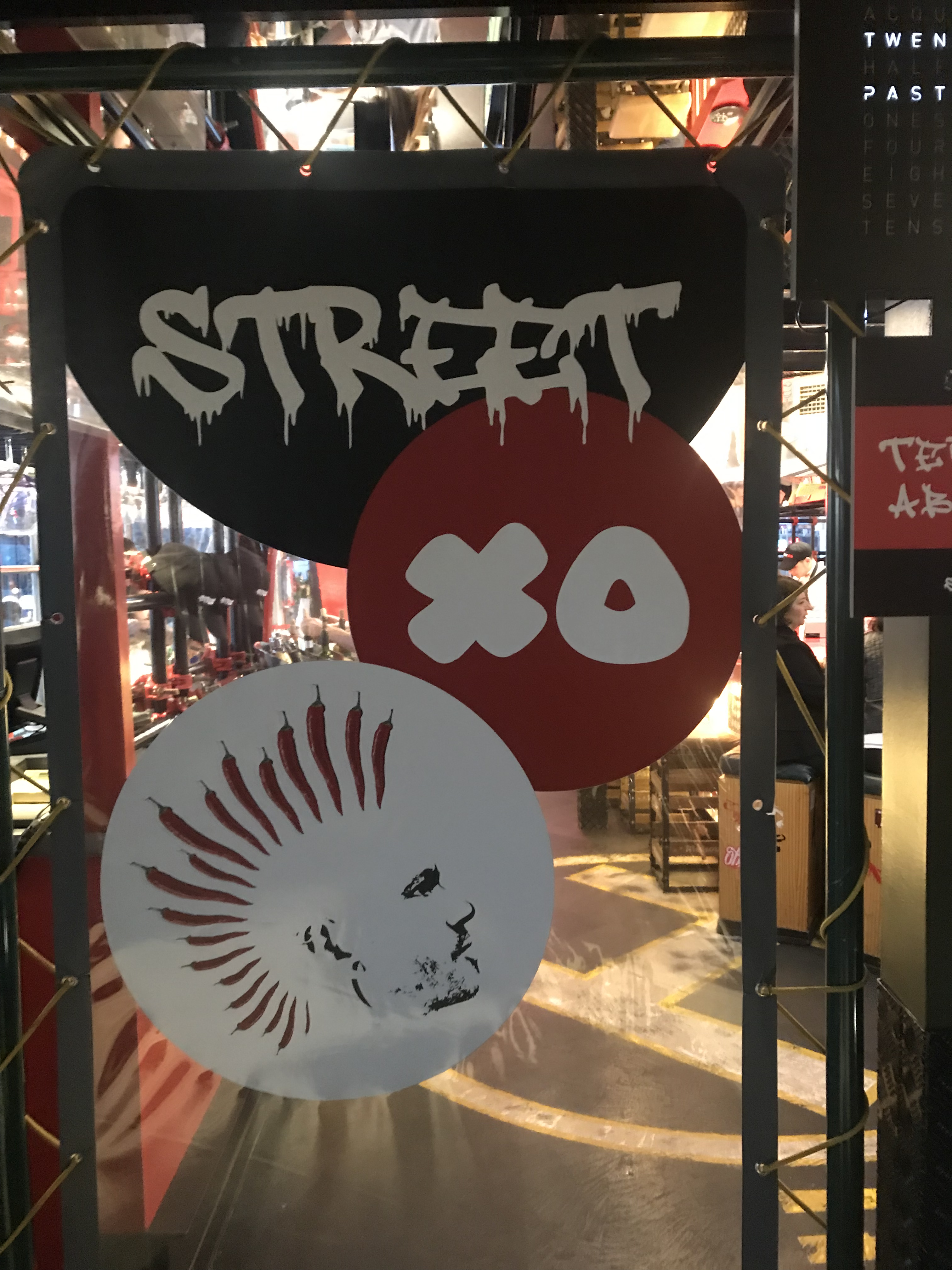
Cartell i logo de StreetXo, a Serrano 52, Madrid.

El 2007, va inaugurar DiverXO, un restaurant de cuina fusió, pel qual va rebre el 2012 la seva segona estrella Michelin. Muñoz ofereix una cuina complexa i que presenta diverses tècniques i productes de diferents gastronomies. El 2013, va passar a ser el vuitè restaurant d'Espanya, i únic de Madrid, amb tres estrelles Michelin. El 2014, el restaurant es va traslladar a l'hotel madrileny Eurobuilding, espai propietat de la cadena NH Hotels. Dos anys més tard, Muñoz va obrir la sucursal londinenca, anomenada StreetXoLondon, a la zona de Mayfair.
El gener del 2016 es va estrenar a Cuatro El Xef, documental de quatre episodis que narra la vida de Muñoz com a cuiner a Madrid. La segona temporada del programa, rodada a StreetXoLondon, va començar a emetre's el març de 2017.
El 2020 va tancar el seu restaurant StreetXoLondon a conseqüència de les pèrdues ocasionades per la pandèmia de COVID-19.
Fou nomenat millor xef del món per la revista The Best Chef Awards l'any 2021 i el 2022.

## Vida privada
Muñoz va estar casat amb Àngela Montero Díaz, sòcia gerent i cap de sala de DiverXO.
El desembre del 2014, va començar una relació amb la presentadora de televisió Cristina Pedroche, amb qui es va casar el 24 d'octubre de 2015 i foren pares d'una nena el 2023.